# 速度論的同位体効果
速度論的同位体効果（）は、化学反応において反応物の原子の1つを同位体で置き換えた場合に起こる反応速度の変化を指す。
化学結合の生成・開裂に関与する部位の原子を同位体で置き換えると、反応速度は大きく影響を受ける。この速度変化は1次の同位体効果と呼ばれる。一方、置き換えが反応に直接関与しない部位で行われた場合の速度変化はより小さく、これは2次の同位体効果と呼ばれる。従って、速度論的同位体効果の大きさは反応機構を推定するのに使うことができる。同位体効果は反応の律速段階に最も観測されやすい。もし反応のある段階が律速でないならば、同位体の置き換えによる効果は現れにくい。
同位体効果は質量比の違いが大きい場合により顕著に現れる。例えば、水素を重水素で置き換えると質量は2倍になるが、炭素12を炭素13で置き換えた場合の質量増加は 8% にしか過ぎない（この例では質量数は共に 1 Da 増加している）。12C−H 結合を含む反応の速度は一般的に 12C−D 結合のものと比べると6から10倍の速さであるが、13C−H で置き換えた場合にはおよそ1.04倍にしかならない。
同位体の置き換えは様々な形で反応速度に影響を及ぼす。多くの場合、原子の質量変化は電子配置にはほとんど関係しないが、形成している化学結合の振動数に影響を与える。この観点から速度差が生じる原因の説明ができる。より重い原子を含む結合は、古典物理学的にはより低い振動数を持ち、量子論的にはより低いゼロ点エネルギーを持つ。ゼロ点エネルギーが低いと結合を開裂させるのにより多くのエネルギーが必要になり、すなわち結合を切断するための活性化エネルギーはより高くなる。従って、観測される反応速度は小さくなる（アレニウスの式を参照）。
ある場合には量子学的トンネル効果によって、より軽い同位体についてさらなる増速が観測される。通常、この現象はトンネル効果が十分に得られるほど軽い水素原子にのみ見られる。
水素/三重水素の置き換えに対する水素/重水素の置き換えの効果の比はスウェイン式によって予測される。

## 二原子分子における数学的検討
速度論的同位体効果の検討を行う1つの方法は、二原子分子を解析するものである。原子Aと原子B間の結合の基準振動振動数 ν は、これを調和振動子で近似すると
{\displaystyle \nu ={\frac {1}{2\pi }}{\sqrt {\frac {k}{\mu }}}}
ここで k は結合のバネ定数、μ は A−B 系の換算質量で、
{\displaystyle \mu ={\frac {m_{\mathrm {A} }m_{\mathrm {B} }}{m_{\mathrm {A} }+m_{\mathrm {B} }}}}
である（mi は原子 i の質量）。量子力学的に、n 次の振動数のエネルギーは次の式で与えられる。
{\displaystyle E_{n}=h\nu \left(n+{\frac {1}{2}}\right)}
すなわち、ゼロ点エネルギー E0 は換算質量の増加に伴って減少する。ゼロ点エネルギーが低い場合、結合の開裂に必要な活性化エネルギーを超えるにはより多くのエネルギーを必要とする。
炭素−水素結合を炭素−重水素結合に置き換えるとき k は変化しないが、換算質量 μ が異なる。C−H を C−D に変える場合の換算質量は約2の比で変化する。つまり、C−D 結合の振動数は C−H 結合のおよそ {\displaystyle 1/{\sqrt {2}}=0.71} 倍となる。これは炭素12を炭素13で置き換えるときよりも大きな変化である。

## 反応機構の推定
速度論的同位体効果は、反応機構の解析に用いることができる。
例えば以下のような、ベンゼンの全ての水素原子を重水素で置換した重ベンゼンとベンゼンのニトロ化の反応速度定数を比較すると、{\displaystyle k_{\mathrm {H} }/k_{\mathrm {D} }=1} となる。
{\displaystyle {\ce {C6H6\ +NO2^{+}->[k_{\mathrm {H} }]C6H5NO2\ +H^{+}}}}
{\displaystyle {\ce {C6D6\ +NO2^{+}->[k_{\mathrm {D} }]C6D5NO2\ +D^{+}}}}
これは、ベンゼンのニトロ化反応においてC-H結合の切断が律速段階に関わらないことを示している。実際この事実は以下のように、ベンゼンのニトロ化がニトロニウムイオンの付加と水素原子の脱離の二つの反応段階によって構成されており、うちニトロニウムイオンの付加が律速段階であることと一致する。
このように特定の部位の元素を同位体に置換し、反応速度係数を比較することで律速段階を推測することができる。また、水素を重水素に置換した場合については、{\displaystyle k_{\mathrm {H} }/k_{\mathrm {D} }} の大きさを見ることにより遷移状態の構造についても知ることができる。